# Елісон Мек
Елісон Мек (англ. Allison Mack, нар. 29 липня 1982) — американська актриса. Відома за ролі Хлої Салліван і Аманди з телесеріалів «Таємниці Смолвіля» і «Вілфред».

## Ранні роки
Мек народилася в Пріці (Шлезвіг-Гольштейн, Німеччина) в сім'ї американських батьків Мінді і Джонатан Мек. Її батько був оперним співаком. Сім'я Мек повернулася до Сполучених Штатів, коли їй було два роки. У неї є старший брат Шеннон і молодша сестра Робін.

## Кар'єра
Вона почала свою акторську кар'єру у віці чотирьох років у рекламі «німецького шоколаду». Потім Мек пішла у моделювання на короткий період, тому що її мати думала, що вона «виглядала мило в одязі». Еллісон почала вчитися в Школі молодих акторів у Лос-Анджелесі, коли їй було сім років.
Її перша головна роль на телебаченні прийшла в епізоді телесеріалу «Сьоме небо», в якому вона отримала роль підлітка. У 2000 р. Мек знялася у недовгому телесеріалі «Протилежна стать». Еллісон також знімалася зі своїм колишнім напарником по «Таємницям Смолвіля» Семом Джонсом III в мінісеріалі «Кошмарна кімната». Її фільмографія включає режисерський дебют Еріка Штольца «Мій жахливий рік!», де вона грає дівчину з великими труднощами у своєму житті, якій виповнюється 16 років, і «Загублений табір».

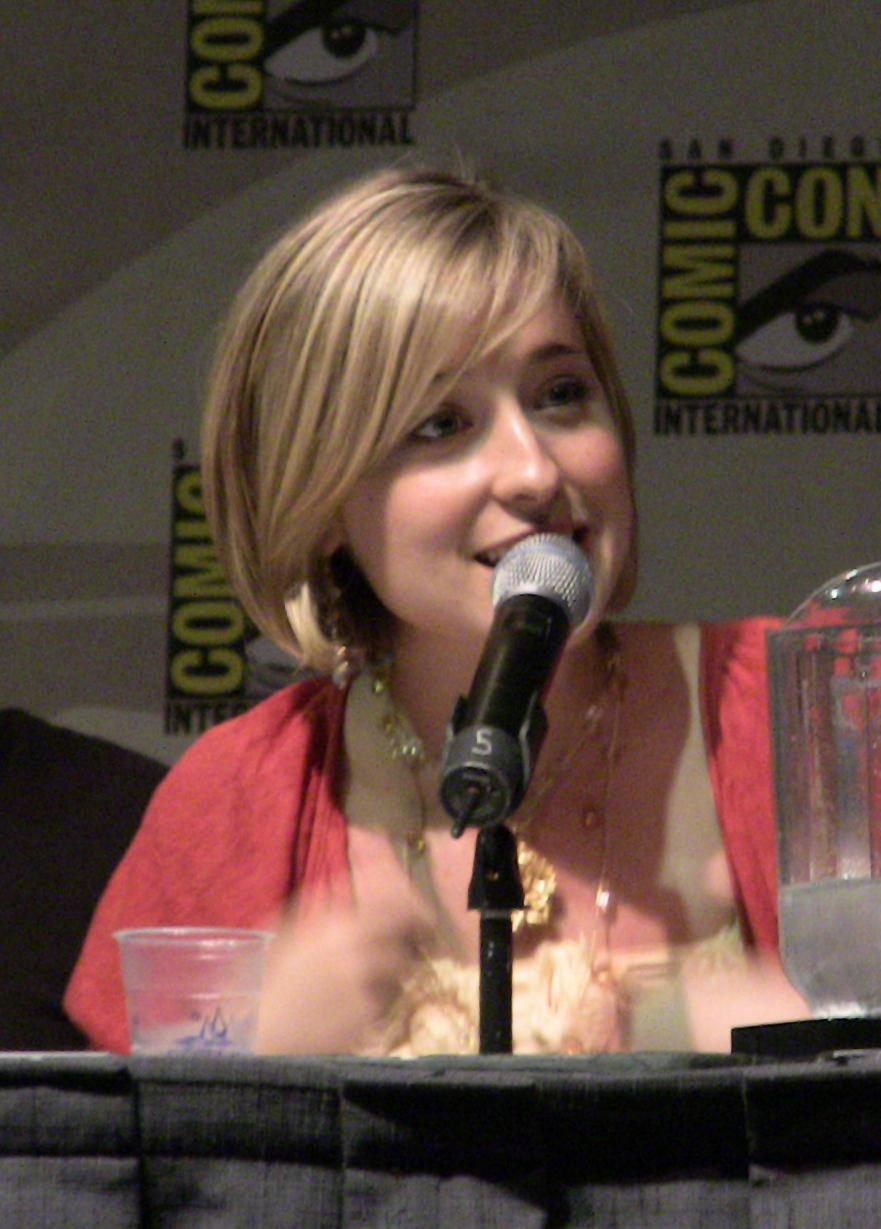
Еллісон у 2009 році.

Роль, яка зробила Еллісон Мек знаменитою, — це Хлоя Салліван, найкраща подружка Кларка Кента в гучному серіалі про Супермена — «Таємниці Смолвіля». Еллісон випадково потрапила на кастинг, переїхавши зі своїм другом у Ванкувер. У листопаді 2008 р. Еллісон вперше проявила себе як режисер одного з епізодів телесеріалу «Сила», який транслювався 29 січня 2009 р.
Влітку 2006-го голос актриси можна було почути у виконанні сестри головної героїні мультиплікаційного проєкту «Лихо мурашине».
З травня 2009 Мек була частиною проєкту компанії Iris Theatre, яка ставила експериментальний театр під час Prague Fringe Festival.
У травні 2010 року було оголошено, що Еллісон не буде регулярно з'являтися у заключному сезоні телесеріалу «Таємниці Смолвіля», але повернеться туди протягом декількох епізодів. Крім того, з'явилася у фінальному двосерійному епізоді.
У березні 2012-го було оголошено, що Еллісон зіграє другорядну роль в другому сезоні телесеріалу «Вілфред» — любовний інтерес головного героя Раяна, якого грає Елайджа Вуд.

## Злочинна діяльність та ув'язнення
На початку 2018 року разом із засновником NXIVM («Нексія») Кітом Раньєром була заарештована за звинуваченням у федеральних злочинах, скоєних в ході діяльності DOS, включати секс-торгівлю. Акторці, яка спочатку заперечувала свою провину, загрожувало покарання в 15 років тюрми, проте згодом вона пішла на співпрацю зі слідством та розкаялася. Мек зізналася в примушуванні жінок шантажем та погрозами до сексуальних зв'язків із Кітом Раньєром. 30 червня 2021 року за участь в організації секс-культу Еллісон Мек засуджена до трьох років в'язниці (ідеолог руху засуджений до 120 років позбавлення волі).

## Приватне життя
- Мек і Крістін Кройк є близькими подругами.
- Еллісон також досвідчена танцюристка і співачка.
- Її молодша сестра, Робін, відвідує престижну Orange County High School of the Arts в Санта-Ана, Каліфорнія.
- Оголосила про свої заручини зі своїм давнім бойфрендом, Пітером, у березні 2003 р. Проте в 2008 р. вона зазначила в своєму блозі, що шлюб, це така подія, яку вона не бачить у своєму житті найближчим часом. У січні 2009-го вона згадала про хлопця у своєму блозі. Поки невідомо, чи є це вищезгаданий Пітер.[7]

## Цікаві факти
- В Еллісон зелені очі.
- Її астрологічний знак — Лев.
- Її зріст — 165 см.
- Еллісон була вказана під № 22 в числі 50 найсексуальніших жінок за версією журналу Femme Fatales в січні-лютому 2005 р.
- Еллісон має німецьку вівчарку/цуценя на ім'я Фантом й кота на ім'я Бослі.
- Еллісон Мек представлена як зірка Smallville і CW на обкладинці TV Guide.
- Разом із Томом Веллінгом Еллісон Мек з'явилася в кожному сезоні т/с Таємниці Смолвіля.[8]
- Вона навчилася в'язати завдяки Аннет О'Тул.

## Фільмографія
| Рік  | Назва                                           | Роль                   | Примітки                                                |
| ---- | ----------------------------------------------- | ---------------------- | ------------------------------------------------------- |
| 1989 | Поліцейська академія 6: Місто в облозі          | Маленька дівчинка      | Фільм                                                   |
| 1989 | Я знаю, моє перше ім'я — Стівен                 | Нетті                  | Телефільм                                               |
| 1990 | Шангрі-Ла Плаза                                 | Дженні                 | Телесеріал (1 серія «Пілот»)                            |
| 1990 | Порожнє гніздо                                  | Глорія                 | Телесеріал (1 серія: «Там немає обліку»)                |
| 1991 | Переплутали при народженні                      | Нормія Твіггі          | Телефільм                                               |
| 1991 | Життя в брехні                                  | Стелла                 | Телефільм                                               |
| 1992 | Ідеальна наречена                               | Маленька Стефанія      | Телефільм                                               |
| 1992 | Особиста справа                                 | Террі Фінкбін          | Телефільм                                               |
| 1992 | Повідомлення від Холлі                          | Іда                    | Телефільм                                               |
| 1993 | Вечірня тінь                                    | Джулія                 | Телесеріал (2 серії «Щоденник Моллі Ньютон» і «Танець») |
| 1993 | Троє нічних очей                                | Наталі                 | Фільм                                                   |
| 1993 | Материнська помста                              | Венді Сандерс          | Телефільм                                               |
| 1994 | Табір анізвідки                                 | Хезер                  | Фільм                                                   |
| 1995 | Ніякого десерту, тато, поки не покосиш галявину | Моніка Кочран          | Фільм                                                   |
| 1995 | Тато, ангел і я                                 | Андреа                 | Телефільм                                               |
| 1995 | Солодка справедливість                          | Джессіка               | Телесеріал (1 серія: «Розірвані зв'язки»)               |
| 1996 | Викрадені спогади: Секрети рожевому саду        | Кейті                  | Телефільм                                               |
| 1996 | Догляд та обробка троянд                        | Бес Таунсенд           | Телефільм                                               |
| 1996 | Навряд чи ангел                                 | Сара Бартілсон         | Телефільм                                               |
| 1997 | Люба, ми зменшили самих себе                    | Дженні Сцалінські      | Фільм (direct-to-video)                                 |
| 1997 | Хіллер та Діллер                                | Брук                   | Телесеріал                                              |
| 1998 | Сьоме небо                                      | Ніколь Джейкоб         | Телесеріал (1 серія: «Фрези»)                           |
| 1999 | Провидіння                                      | Алісія                 | Телесеріал (1 серія: «Молодці»)                         |
| 2000 | Протилежна стать                                | Кейт Джейкобс          | Телесеріал (8 серій)                                    |
| 2001 | Кейт Брашер                                     | Джорджия               | Телесеріал (1 серія: «Джорджия»)                        |
| 2001 | Мій жахливий рік!                               | Ніколь 'Нік' Фалкнер   | Телефільм                                               |
| 2001 | Таємниці Смолвіля                               | Хлоя Салліван          | Телесеріал (2001—2011)                                  |
| 2002 | Кошмарна кімната                                | Шарлотта Скотт         | Телесеріал (2 серії: «Табір анізвідки, Частина 1 і 2»)  |
| 2003 | Таємниці Смолвіля: Хроніки Хлої                 | Хлоя Салліван          | Інтернет-серіал (8 серій (2003—2004)                    |
| 2006 | Таємниці Смолвіля: Хроніки помсти               | Хлоя Салліван          | Інтернет-серіал (6 серій)                               |
| 2006 | Лихо мурашине                                   | Тіффані Нікл (озвучка) | Фільм (анімаційний)                                     |
| 2006 | Бетмен                                          | Клеа (озвучка)         | Телесеріал (1 серія: «Всюдисуща людина»)                |
| 2008 | Аліса та Чак                                    | Аліса                  | Короткометражний фільм                                  |
| 2009 | Ти                                              | Квінсі                 | Драматичний фільм                                       |
| 2009 | Нещасні старі звірі                             | Софія                  | Короткометражний фільм                                  |
| 2009 | Супермен/Бетмен: Публічні вороги                | Супердівчина (озвучка) | Анімаційний фільм                                       |
| 2010 | Таємниці Смолвіля: Абсолютна справедливість     | Хлоя Салліван          | Телефільм                                               |
| 2010 | Різе                                            | Марліза                | Інтернет-серіал (3 серії)                               |
| 2010 | Жаба                                            |                        |                                                         |
| 2010 | Короткометражний фільм                          |                        |                                                         |
| 2010 | Чистилище                                       | Жінка                  | Короткометражний фільм                                  |
| 2010 | Маленький брудний секрет                        | Лорен Белле (озвучка)  | 10 серій                                                |
| 2011 | Мерилін                                         | Мерилін                | Незалежний фільм                                        |
| 2012 | Вілфред                                         | Аманда                 | Телесеріал (2 сезон)                                    |

## Нагороди
| Нагороди | Нагороди          | Нагороди                                      | Нагороди          | Нагороди  |
| Рік      | Нагорода          | Категорія                                     | Місце роботи      | Результат |
| -------- | ----------------- | --------------------------------------------- | ----------------- | --------- |
| 2002     | Teen Choice Award | Best Sidekick in a TV Series                  | Таємниці Смолвіля | Номінація |
| 2003     | Teen Choice Award | Best Sidekick in a TV Series                  | Таємниці Смолвіля | Номінація |
| 2004     | Teen Choice Award | Best Sidekick in a TV Series                  | Таємниці Смолвіля | Номінація |
| 2005     | Saturn Award      | Найкраща актриса другого плану на телебаченні | Таємниці Смолвіля | Номінація |
| 2005     | Teen Choice Award | Best Sidekick in a TV Series                  | Таємниці Смолвіля | Номінація |
| 2006     | Teen Choice Award | Best Sidekick in a TV Series                  | Таємниці Смолвіля | Перемога  |
| 2006     | Saturn Award      | Найкраща актриса другого плану на телебаченні | Таємниці Смолвіля | Номінація |
| 2007     | Teen Choice Award | Best Sidekick in a TV Series                  | Таємниці Смолвіля | Перемога  |
| 2008     | SyFy Genre Award  | Найкраща актриса другого плану                | Таємниці Смолвіля | Перемога  |
| 2009     | Teen Choice Award | Best Sidekick in a TV Series                  | Таємниці Смолвіля | Номінація |